# En cours de musique
Pour plus de détails, voir Fiche technique et Distribution.
En cours de musique est un film français documentaire réalisé par Marie-Claude Treilhou, sorti en 2000.

## Synopsis
Édouard Exerjean enseigne le piano et la musique de chambre au conservatoire du 13e arrondissement de Paris et à celui de Marseille. Attaché à la rigueur inhérente à la pratique de l'instrument, il parvient à transmettre sa passion. Selon la Lettre du cinéma, ce film est d'« une drôlerie et d'une humanité rares » et s'interroge sur la manière dont se font les destins musiciens.

## Fiche technique
- Titre : En cours de musique
- Durée : 100 min
- Couleur
- Production: Films de la Boissière
- Réalisation : Marie-Claude Treilhou
- Image : Lionel Legros
- Son : Yves Zlotnicka, Florent Villereau
- Montage : Khadicha Bariha
- Mixage : Raoul Fruhauf
- Conformation : Xavier Grouard
- Producteur : Annie Miller
- Producteur exécutif : Claide Barrau
- Assistant de production : Pierre Reyssat
- Participants : Édouard Exerjean, Christelle Denis, Marie Jonquières, Carole Rudigoz, Kanh Le Thien, Amaury Avoine, Diane Pham, Alice Dupré La Tour, Laure Camillieri, Louis Seguin, Minh Luong N'Guyen Chan, Yé-Rinne Park, Samy Khouadja, Eduardo Gonzales.